# Parafia św. Sergiusza z Radoneża w Paryżu
Parafia św. Sergiusza z Radoneża – parafia prawosławna w Paryżu, w dekanacie paryskim północno-wschodnim Arcybiskupstwa Zachodnioeuropejskich Parafii Tradycji Rosyjskiej Patriarchatu Moskiewskiego. 
Parafia powstała w 1924 dzięki staraniom rosyjskiego księdza-emigranta, który z polecenia metropolity Eulogiusza (Gieorgijewskiego) zaczął na początku lat 20. działać na rzecz powołania kolejnej, po parafii św. Aleksandra Newskiego rosyjskojęzycznej parafii prawosławnej w stolicy Francji. Ze względu na skromne środki finansowe, jakimi dysponował kapłan oraz przyszli parafianie, jego pierwsze wysiłki na rzecz umiejscowienia kaplicy w pomieszczeniach należących dawniej do ambasady niemieckiej oraz w lokalu zaoferowanym przez Akademię Sztuk Pięknych zakończyły się porażką. Ostatecznie parafia wykupiła za 321 tys. franków uzyskanych ze ofiar rosyjskich białych emigrantów budynek również należący wcześniej do ambasady niemieckiej, porzucony w 1914. Pierwsze nabożeństwo w parafii zostało odprawione w 1925. 
Oprócz cerkwi, parafia posiada również dwukondygnacyjny budynek mieszkalny zajmowany przez proboszcza, na którego fasadzie wykonany został wizerunek patrona parafii.
Nabożeństwa są celebrowane według kalendarza juliańskiego. Językiem liturgicznym jest cerkiewnosłowiański (niektóre nabożeństwa odprawiane są w języku francuskim).
Obowiązki proboszcza pełni hieromnich Alexis (Peche).